# Atrichops
Atrichops is een vliegengeslacht uit de familie van de waterdazen (Athericidae).

## Soorten
- A. crassipes (Meigen, 1820)